# Spoorlijn Colmar-Central - Metzeral
De Spoorlijn Colmar-Central - Metzeral is een Franse spoorlijn van Colmar naar Metzeral. De lijn is 24,6 km lang en heeft als lijnnummer 119 000.

## Geschiedenis
Het gedeelte tussen Colmar en Munster werd door de Chemins de fer de l'Est geopend op 3 december 1868. Na de Frans-Duitse Oorlog werd het gedeelte tussen Munster en Metzeral geopend door de Reichseisenbahnen in Elsaß-Lothringen op 1 november 1893. 

## Treindiensten
De SNCF verzorgt het personenvervoer op dit traject met TER treinen.
| Serie      | Treinsoort | Route                       | Bijzonderheden |
| ---------- | ---------- | --------------------------- | -------------- |
| TER 831500 | TER (SNCF) | Colmar – Munster – Metzeral |                |

## Aansluitingen
In de volgende plaats is er een aansluiting op de volgende spoorlijnen:
Colmar
RFN 115 000, spoorlijn tussen Strasbourg-Ville en Saint-Louis
RFN 120 000, spoorlijn tussen Colmar-Central en Neuf-Brisach
RFN 129 000, spoorlijn tussen Colmar-Central en Marckolsheim
RFN 137 000, spoorlijn tussen Logelbach en Lapoutroie
Colmar-Mésanges
RFN 137 000, spoorlijn tussen Logelbach en Lapoutroie

## Galerij

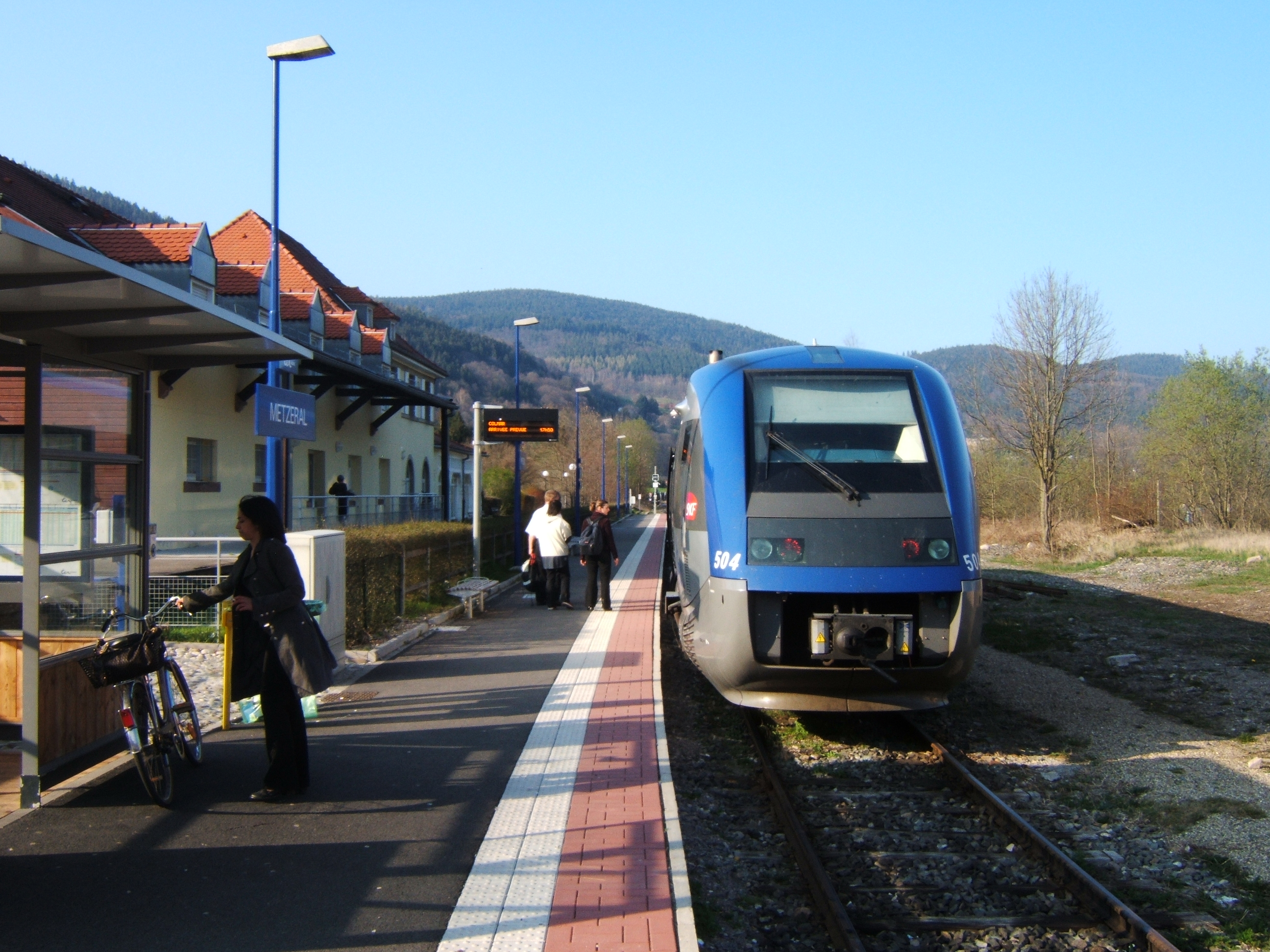
Station Metzeral
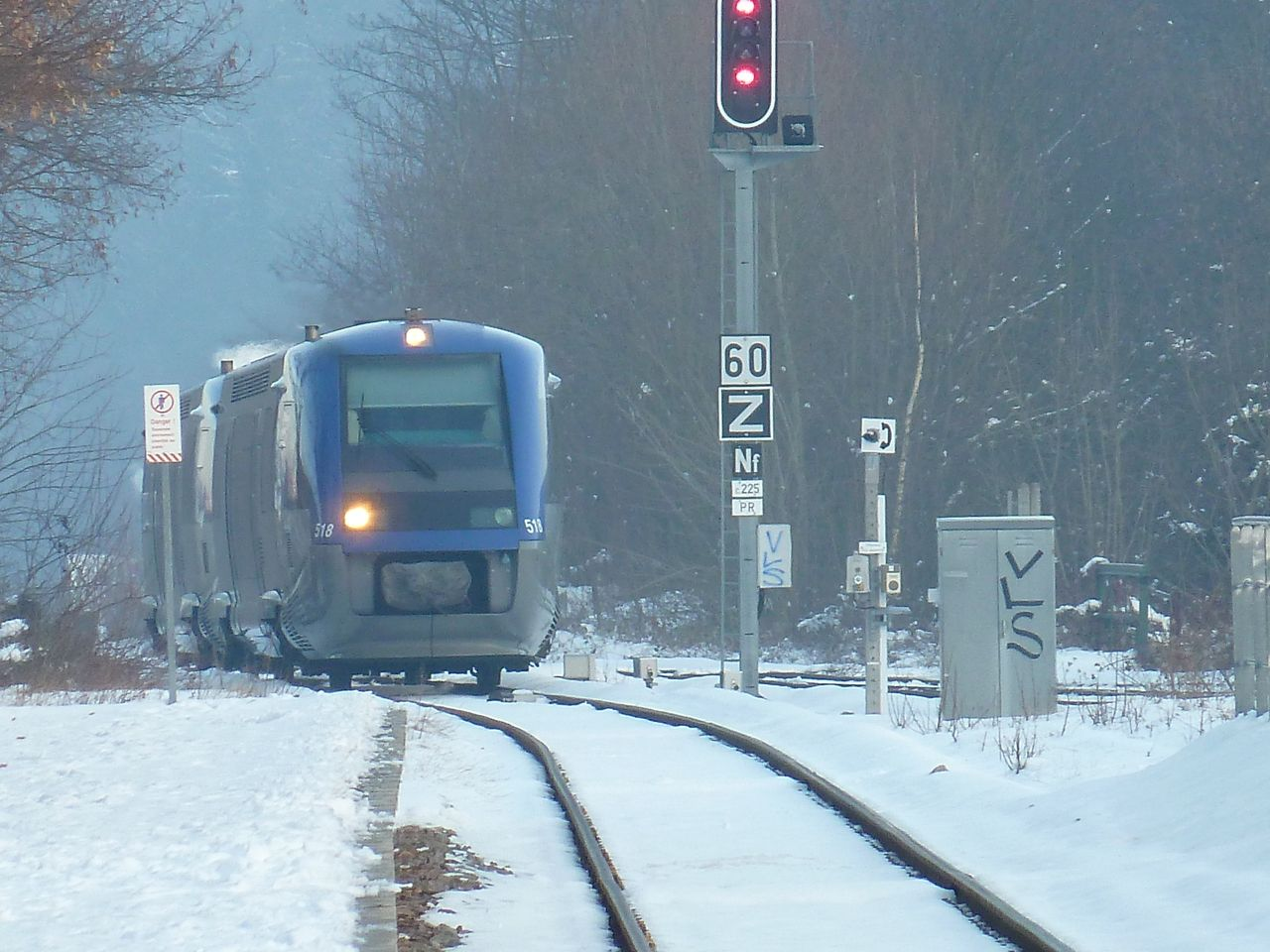
Trein bij station Munster